# Neoanchisquilla
Neoanchisquilla is een geslacht van kreeftachtigen uit de klasse van de Malacostraca (hogere kreeftachtigen).

## Soorten
- Neoanchisquilla australiensis Ahyong, 1998
- Neoanchisquilla semblatae Moosa, 1991
- Neoanchisquilla tuberculata Ahyong, 1998